# Avatar (film)
Avatar är en amerikansk science fiction-film, regisserad och producerad av filmskaparen James Cameron. Avatar hade USA-premiär den 18 december 2009 och släpptes på DVD och blu-ray den 28 april 2010 i Sverige. Den 17 november 2010 släpptes den förlängda versionen Avatar - Extended Edition med tre DVD-skivor och tre blu-ray-skivor. Filmen har spelats in med ny stereoskopisk 3D-teknik som Cameron själv varit med och designat. Avatar är Camerons första film där datoranimeringen gått ut på att skapa en helt ny värld, hans tidigare science fiction-filmer har istället innehållit animerade inslag i historier som utspelas på Jorden och/eller Stan Winstons fysiska effektteam. Avatar är den första 20th Century Fox-film som innehåller den nya 20th Century Fox logon animerad av Blue Sky Studios, skaparen av Ice Age. Med en budget på cirka 237 miljoner dollar blev filmen världens fjärde dyraste film genom tiderna. Med sina 2,8 miljarder dollar i intäkter är filmen år 2022 också den mest inkomstbringande filmen någonsin.
Avatar var James Camerons första långfilm sedan filmen Titanic (1997). Filmens första trailer kunde ses online från den 20 augusti 2009. Filmen är tillåten från 11 år.
Filmens uppföljare, Avatar: The Way of Water, hade biopremiär i Sverige den 14 december 2022.

## Handling

### Intrig
Året är 2154 och människan har tvingats kolonisera och exploatera en ny planet (måne) för att inte gå under på den gamla. Med hjälp av gigantiska ”hell trucks”, förvillande lika de väldiga maskiner som i dagbrott bryter brunkol i Tyskland och de jättelastbilar som fraktar oljesand i Kanada, utvinns grundämnet unobtainium – en nödvändig komponent i jordens energiförsörjning. Ursprungsbefolkningen mördas och skogen skövlas.
Filmens protagonist, Jake Sully (Sam Worthington), är en före detta marinkårssoldat, som skadats i strider på jorden och blivit förlamad från midjan. Jakes bror blir utvald till att delta i Avatar-programmet men eftersom han blir skjuten i ett rån fick Jake chansen, genom vilket han ges möjligheten att åter kunna gå normalt.

### Händelseförlopp
Genom Avatar-programmet reser Jake till Pandora, en himlakropp täckt av grönskande djungel, fylld av fantastiska livsformer - vissa vackra, men många skrämmande. Pandora är även hem för Na’vi, en humanoid ras som anses primitiv, men som är fysiskt kraftfullare än människor. Na’vi har svans, blå hud, är tre meter långa och lever i harmoni med sin oförstörda värld. Då människorna tränger djupare in i Pandoras skogar på jakt efter värdefulla mineraler, tvingas Na’vi att strida för sin överlevnad. 
Jake har ovetandes blivit rekryterad för att fortsätta med övergreppen. Eftersom människor inte kan andas atmosfären på Pandora, har människan genetiskt skapat Avatarerna, vilka är hybrider av människor och Na’vi. Genom sin Avatarkropp återfår Jake full rörelsefrihet och han sänds in i Pandoras djungel som spanare för de soldater som skall komma efter honom. Där upplever han Pandoras skönhet och faror och möter en ung Na’vi-kvinna, Neytiri (Zoe Saldaña).
Med tiden blir Jake allt mer införlivad i Na’vi-klanen och han förälskar sig i Neytiri. På grund av det finner han sig vara fångad mellan det militär-industriella styrkorna från jorden och Na’vi. Han tvingas välja sida i en strid, som kommer att avgöra Pandoras öde för alltid.

## Medverkande (i urval)
- Sam Worthington – Jake Sully
- Zoë Saldaña – Neytiri, en vacker Na'vi-kvinna och Jakes kärleksintresse, ärver tronen som andlig vägledare när hennes mor Mo'at dör
- Sigourney Weaver – Dr. Grace Augustine
- Stephen Lang – Överste Miles Quaritch
- Michelle Rodríguez – Trudy Chacón
- Giovanni Ribisi – Parker Selfridge
- Joel David Moore – Dr. Norm Spellman
- C.C.H. Pounder – Mo'at, en Na'vi-kvinna, andlig ledare för Omaticaya-folket, Neytiris mor och Eytukans fru
- Wes Studi – Eytukan, en Na'vi-man, klanledare för Omaticaya-folket, Neytiris far och Mo'ats make
- Laz Alonso – Tsu'tey, en Na'vi-man, ärver tronen som klanledare när Eytukan dör och är i början av filmen trolovad till Neytiri
- Dileep Rao – Dr. Max Patel
- Matt Gerald – Korpral Lyle Wainfleet

## Om filmproduktionen

### Utvecklingsarbetet
År 1994 skrev James Cameron ett åttio sidor långt framskridet utkast för Avatar. Cameron har sagt att hans inspiration kom från alla de science fiction-böcker han läste som barn och att han framförallt strävade efter utveckla stilen Edgar Rice Burroughs använde i dennes serie om Barsoom. Cameron såg sin historia som ett sätt att beskriva hur avancerade civilisationer tränger undan inhemska kulturer, antingen genom aktivt folkmord eller på ett mer oavsiktligt sätt. Den var delvis influerad av historien om Pocahontas. I Avatar utövar mänskligheten samma metoder på hela planeter.
I augusti 1996 avslöjade Cameron att han efter färdigställandet av Titanic skulle filma Avatar, i vilken skådespelarna skulle vara datoranimerade. Projektet skulle kosta 100 miljoner USD och innefatta åtminstone sex stycken skådespelare i roller "som framstår som verkliga, men som inte existerar i den fysiska världen". Företaget Digital Domain, som specialiserat sig på animationer och specialeffekter, hade sedan tidigare ett samarbete med Cameron och gick med i projektet. Projektet var planerat att påbörjas under sommaren 1997 för att släppas år 1999. Så blev dock inte fallet.
I juni 2005 arbetade Cameron med ett projekt som försöksvis kallades "Project 880" samtidigt som han arbetade med ett annat projekt, en film om Battle Angel. I december sade Cameron dock att han planerade att filma Battle Angel först, för att släppa den under sommaren 2007, och att filma Project 880 för att släppa den under 2009. I februari 2006 sa Cameron att han ändrat målet för de två filmprojekten; Project 880 planerades då att släppas 2007 och Battle Angel 2009. Han antydde dock att släppningen av Project 880 kunde komma att försenas till 2008. Senare i februari avslöjade Cameron att Project 880 var en "omorganiserad version av Avatar", en film som han hade försökt att göra några år tidigare. På grund av den tekniska utveckling som skett gällande skapandet av datoranimerade rollfigurer såsom Gollum, King Kong och piraten Davy Jones i Pirates of the Caribbean-serien. Cameron hade valt Avatar framför Battle Angel efter att han avslutat en fem dagar lång test av kamerorna föregående år.
Tidiga versioner av Camerons utkast för Avatar hade cirkulerat på Internet i flera år. När projektet åter tillkännagavs togs kopior bort från flera webbplatser. I juni 2006 sa Cameron att om Avatar var framgångsrik hoppades han få göra två efterföljare till filmen.
Från januari till april 2006 arbetade Cameron med manuset. Tillsammans med lingvisten Paul Frommer, rektor för Centrum för Kommunikation vid University of Southern California, utvecklade han ett helt språk och en kultur för Na'vi, den infödda rasen på Pandora. I juli tillkännagav Cameron att han skulle komma att filma Avatar för att släppa den under sommaren 2008 och planerade att påbörja den huvudsakliga filmningen med en etablerad ensemble i februari 2006.
I augusti samma år började studion Weta Digital hjälpa Cameron att producera Avatar. Även Camerons gamle samarbetspartner Stan Winston anslöt sig för att hjälpa till med filmens design. I september 2006 gick Cameron ut med att han använde sitt eget Reality Camera System för att filma i 3-D. För att få djupseendet i filmen användes två hög-definitions kameror monterade i samma kamerakropp.

### Filmandet och specialeffekterna

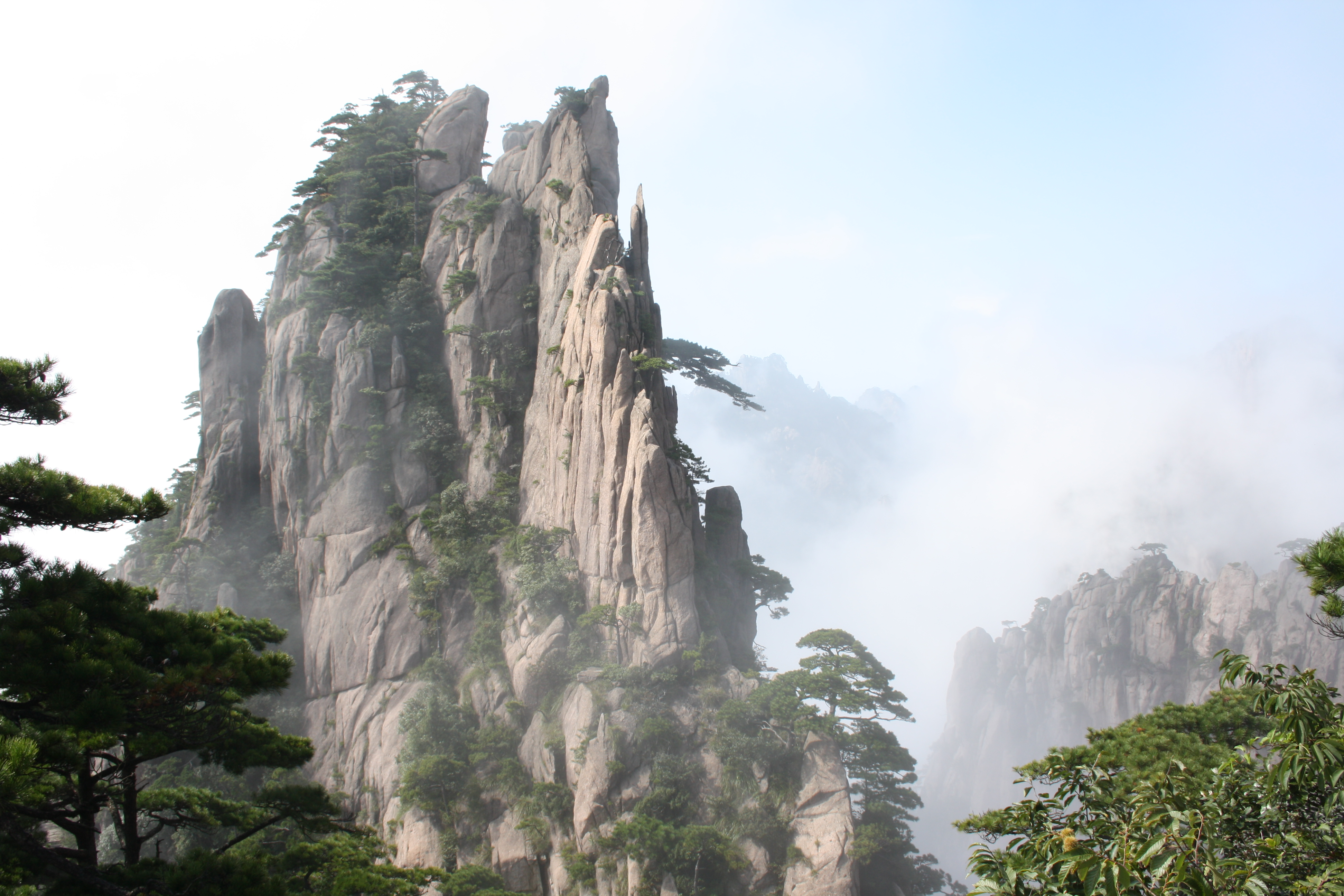
Pandoras svävande berg har hämtat inspiration från kinesiska bergskedjan Huangshan.

I december 2006 förklarade Cameron att förseningen av filmen berodde på att han sedan 1990-talet hade väntat på att den nödvändiga tekniken för att genomföra projektet skulle bli tillräckligt avancerad. Planen var att skapa foto-realistiska datoranimerade rollfigurer genom att använda sig av rörelsefångande animationsteknik. Arbetet med att utveckla denna hade pågått under de senaste 14 månaderna. Till skillnad från tidigare "motion capture" system, där den digitala miljön läggs till efter det att skådespelarnas rörelsemönster har spelats in, kunde Cameron genom sitt virtuella kamerasystem direkt, i realtid, på en monitor se hur skådespelarnas virtuella motsvarigheter påverkade filmens digitala värld. Det gav honom möjlighet att direkt förändra och regissera scenerna, precis som vid vanliga filminspelningar. Tekniken skapar dock även möjligheter för regissören som inte finns i vanliga fall, såsom att direkt ändra perspektiv och skalor.
Cameron planerade att fortsätta utveckla effekterna för Avatar, som han nu hoppades skulle kunna släppas under sommaren 2009. Han gav även regissörerna Steven Spielberg och Peter Jackson möjligheten att prova på den nya tekniken. Spielberg och George Lucas fick även besöka inspelningsplatsen för att se hur Cameron använde utrustningen då han regisserade.
Andra tekniska innovationer inkluderar en signifikant större motion-capture-scen, samt specialutvecklad utrustning för att fånga ansiktsuttrycken hos skådespelarna. Verktyget består av en liten, individuellt utformade huvudbonad, liknande en kalott, med en liten kamera fastsatt i den. Kameran är placerad framför skådespelarens ansikte och samlar in information om deras ansiktsuttryck och hur deras pupiller och ögonlock rör sig, vilket därefter skickas till datorerna. På detta sätt hoppas Cameron kunna samla in 95 procent av skådespelarnas framställning och föra över det till deras digitala motsvarighet. Utöver att ha en virtuell värld som går att modifiera i realtid, experimenterade Cameron och hans team även med att låta datoranimerade rollfigurer interagera med riktiga skådespelare direkt på inspelningsplatsen samtidigt som de spelade in det hela.
I januari 2007 tillkännagav Fox att Avatar skulle filmas i 3D med 24 bildrutor per sekund. Cameron hade dock redan arbetat med förproduktionen i fyra månader. Inspelningen började i april 2007. Inspelningen skedde i olika områden runt Los Angeles såväl som på Nya Zeeland. Enligt Cameron skulle filmen att till 60 procent bestå av datoranimerade delar och 40 procent av spelfilm, samt traditionella miniatyrer.
För att skapa människornas gruvkoloni på Pandora reste produktionsdesignerna under juni 2007 till Mexikanska golfen och borriggen Noble Clyde Boudreaux. Där fotograferades, mättes och filmades hela riggen för att de skulle kunna skapa en replika i fotorealistisk datoranimeringar. Cirka 1 000 personer arbetade med filmproduktionen.

### Musik
James Cameron anlitade samma kompositör för filmmusiken i Avatar som hade gjort musiken i Titanic och Aliens, James Horner. Horner spelade in delar av filmmusiken med en liten kör som sjöng på det utomjordiska språket Na'vi. Han arbetar även med Wanda Bryant, en etnomusikolog, för att skapa en musik-kultur för den utomjordiska rasen. Brittiska sångerskan Leona Lewis sjöng filmens signaturmelodi, kallad "I See You". En efterföljande musikvideo, som regisserats av  Jake Nava, hade premiär den 15 december 2009 på MySpace. Delar av filmmusiken finns utgiven på albumet Avatar: Music from the Motion Picture (Atlantic, 2009).

### Publiktillströmning
Den totala inkomsten under öppningsdagen uppgick till 27 miljoner dollar och 77 miljoner under den första helgen. Efter en rekordkort tid av sjutton dagar uppgick inkomsten till en miljard US-dollar, vilket gör Avatar till den femte filmen att uppnå de summorna. Den 26 januari 2010 hade Avatar dragit in mest pengar genom tiderna (1 858 866 889 dollar), vilket överträffar Titanics rekord (1 843 201 268 dollar). Avatar har också slagit rekord på inrikes intäkterna (706 560 068 dollar), förra rekordet var Titanic som hade 600 788 188 dollar. Avatar har till och med blivit den första filmen som har dragit in över 2 miljarder. Den 29 april 2010 hade Avatar dragit in 2 716 579 530 USD. På grund av filmens enorma framgång, bekräftade James Cameron att han kommer att göra en uppföljare. 
Måndagen 18 januari 2010 hade 316 000 besökare i Sverige sett filmen i 3D-versionen och 335 000 besökare sett filmen utan 3D.
Avatar har också slagit nedladdningsrekord.

## Marknadsföring
Cameron valde 2007 spelföretaget Ubisoft till att skapa datorspelet James Cameron's Avatar: The Game. Filmarna och spelutvecklarna samarbetade till stor del och Cameron beslutade att inkludera en del av Ubisofts design på fordon och varelser i filmen.

### Böcker
Avatar: A Confidential Report on the Biological and Social History of Pandora (James Cameron's Avatar)  är en 224 sidor lång bok i form av en fältguide till den påhittade miljön på planeten Pandora. Det hela presenteras som en sammanställning av data om planeten och det liv som finns på den, gjord av människor. Boken skrevs av Maria Wilhelm och Dirk Mathison och gavs ut den 24 november 2009 av Harper Entertainment.
HarperFestival gav även ut Wilhelms och Mathison 48-sidiga James Cameron's Avatar: The Movie Scrapbook, för barn, samt Lucy Rosens James Cameron's Avatar: The Reusable Sticker Book för små barn.
The Art of Avatar: James Cameron's Epic Adventure gavs ut den 30 november 2009 av Abrams Books. I bokens 108 sidor finns detaljerade konstverk som använts vid produktionen återgivna. Bland annat produktionsskisser, illustrationer av Lisa Fitzpatrick och stillbilder från filmen. Filmens producent John Landau skrev förordet, Cameron skrev epilogen och Peter Jackson skrev inledningen.

## Mottagande
Folkrepubliken Kinas statsråd drog tillbaka 2D-versionen av Avatar från biograferna. Få biografer i Kina kan visa 3D så majoriteten av befolkningen kan inte se filmen på bio. Myndighetens skäl anges vara konkurrens med den kinesiska storfilmen Confucius. Inhemska tidningar förbjöds att skriva mycket om Avatar och uppmanades fokusera på Confucius. Avatars upproriska handling kan ha besvärat kinesiska myndigheter.
I den semiofficiella dagstidningen L'Osservatore Romano i Påvens säte den Heliga Stolen, skrev en kritiker att filmen framhäver en andlighet som förväxlar skaparen med skapelsen och som hör samman med gudsuppfattningen panteism; att naturen och Gud är identiska. Vatikanstatens officiella radiostation Radio Vaticana påpekade att filmen flörtar med pseudodoktriner som gör ekologi till religion där naturen inte är en skapelse som måste skyddas utan istället en gudomlighet som ska dyrkas. Recensionerna reflekterar påvens syn på nyhedendom, eller sammanblandningen av natur och andlighet.

### Recensioner i Sverige
Urval av tidningars betyg på filmen:
- Aftonbladet - 4/5[54]
- Expressen - 3/5[55]
- Metro - 4/5[56]
- Sydsvenskan - 5/5[57]
- Upsala Nya Tidning 4/5[58]
- Göteborgs-Posten 4/5[59]
- Dagens Nyheter - 2/5[60]
- Svenska Dagbladet - 4/6[61]

### Priser och nomineringar
Avatar nominerades till fyra Golden Globes och vann pris för bästa regi och film. När Oscarsnomineringarna offentliggjordes den 2 februari 2010, blev Avatar tillsammans med The Hurt Locker den film, som fick flest nomineringar (nio stycken). Avatar vann tre Oscar för bästa scenografi, bästa visuella effekter och bästa foto. Avatar förlorade sina nomineringar mest till The Hurt Locker.
| År   | Pris   | Resultat  | Kategori              | Person(er)                                                  |
| ---- | ------ | --------- | --------------------- | ----------------------------------------------------------- |
| 2010 | Oscars | Vann      | Bästa scenografi      | Rick Carter, Robert Stromberg, Kim Sinclair                 |
| 2010 | Oscars | Vann      | Bästa foto            | Mauro Fiore                                                 |
| 2010 | Oscars | Vann      | Bästa specialeffekter | Joe Letteri, Stephen Rosenbaum, Richard Baneham, Andy Jones |
| 2010 | Oscars | Nominerad | Bästa film            | James Cameron, Jon Landau                                   |
| 2010 | Oscars | Nominerad | Bästa regi            | James Cameron                                               |
| 2010 | Oscars | Nominerad | Bästa klippning       | Stephen E. Rivkin, John Refoua, James Cameron               |
| 2010 | Oscars | Nominerad | Bästa filmmusik       | James Horner                                                |
| 2010 | Oscars | Nominerad | Bästa ljud            | Christopher Boyes, Gary Summers, Andy Nelson, Tony Johnson  |
| 2010 | Oscars | Nominerad | Bästa ljudredigering  | Christopher Boyes, Gwendolyn Yates Whittle                  |

## Uppföljare
Planer för två uppföljare till Avatar bekräftades efter framgången med den första filmen, något som senare utökades till fyra filmer. De två första filmerna började spelas in i september 2017.
I september 2020 bekräftade James Cameron att live-action-delarna var färdiginspelade för tvåan och över 95% färdiga för trean. Del 2, Avatar: The Way of Water, hade biopremiär i Sverige den 14 december 2022.